# 岸本鹿太郎
岸本 鹿太郎（きしもと しかたろう、1869年2月19日〈明治2年1月9日〉 - 1942年9月3日）は、日本陸軍の軍人。最終階級は陸軍大将。

## 経歴

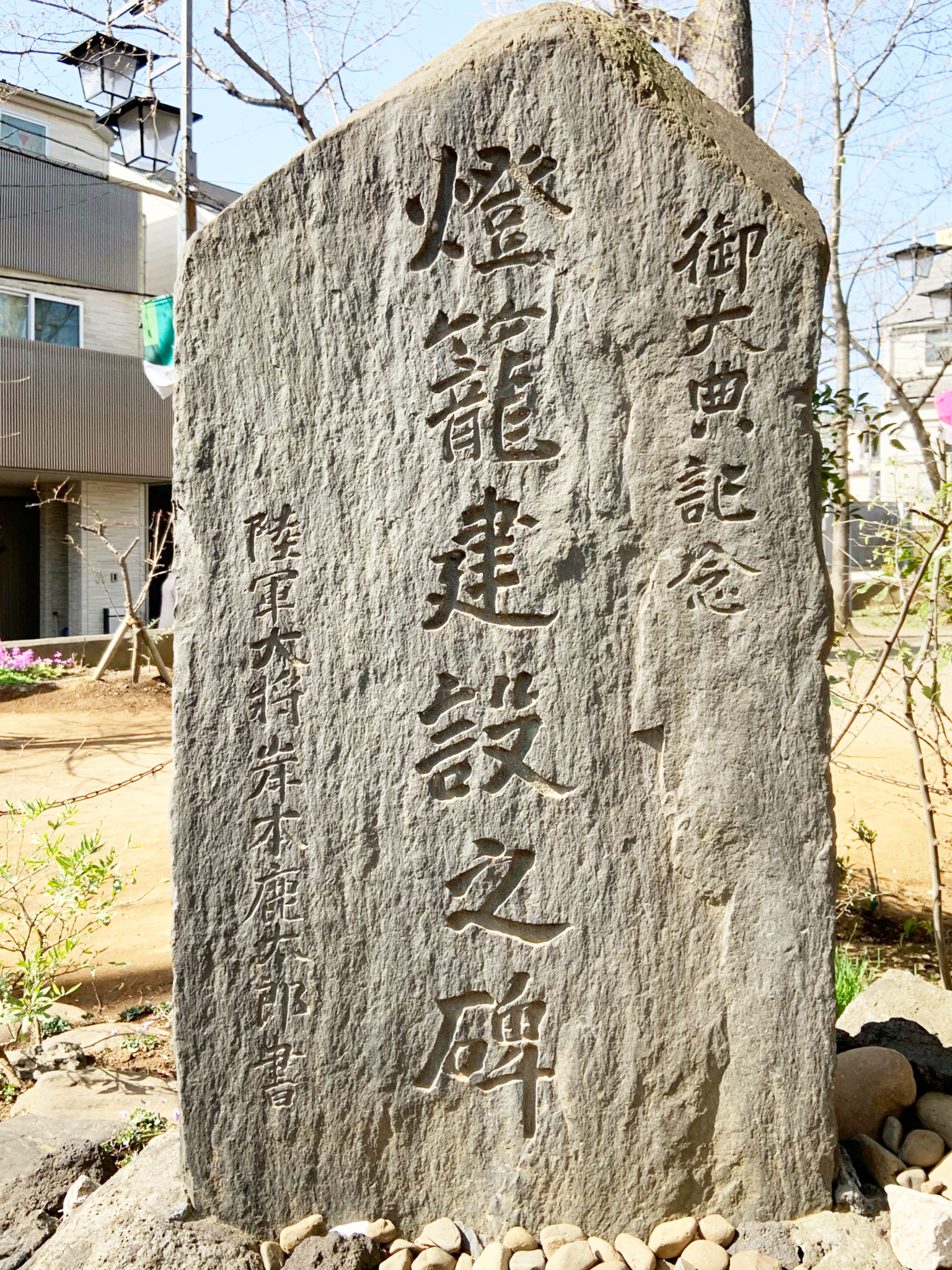
石碑の揮毫「御大典記念 燈籠建設之碑 陸軍大将 岸本鹿太郎 書」。東京都中野区・北野神社

岡山県出身。岸本孫四郎の長男として生れる。陸軍教導団、陸軍戸山学校を経て、1894年7月、陸軍士官学校（5期）を卒業、同年9月、歩兵少尉に任官され、日清戦争では歩兵第20連隊付として出征した。1901年11月、陸軍大学校（15期）を卒業。歩兵第39連隊中隊長、戸山学校教官、参謀本部員、大本営運輸通信長官部副官、陸大教官、広島連隊区司令官などを歴任。1914年8月、歩兵大佐に進級した。
参謀本部課長を経て、1918年8月、陸軍少将に進級。歩兵第16旅団長、参謀本部第3部長、同総務部長などを歴任、1923年8月、陸軍中将に進級。第5師団長、教育総監部本部長、東京警備司令官などを歴任。1929年8月、陸軍大将に進み待命、予備役に編入され、1935年4月に後備役となった。

## 栄典
- 1918年（大正7年）9月20日 - 正五位[1]
- 1925年（大正14年）12月1日 - 正四位[2]
- 1929年（昭和4年）9月30日 - 正三位[3]